# Zalman Šoval
Zalman Šoval (hebrejsky: זלמן שובל) je izraelský politik a bývalý poslanec Knesetu za strany Rešima mamlachtit, Likud, Rafi, Telem a opět Likud.

## Biografie
Narodil se 28. dubna 1930 v Gdaňsku, tehdejším Svobodném městě Gdaňsk (dnes součást Polska). V roce 1938 přesídlil do dnešního Izraele. Vystudoval střední školu v Tel Avivu. Bakalářský titul získal na University of California v Berkeley, magisterské studium v oboru mezinárodní vztahy absolvoval na Ženevské univerzitě. Získal také doktorát z mezinárodních vztahů.

## Politická dráha
V letech 1955–1957 pracoval na Ministerstvu zahraničních věcí Izraele, pak působil v bankovním a finančním sektoru, dvakrát předsedal radě Bankovní asociace. Od konce 50. let 20. století byl členem levicové strany Mapaj, v roce 1965 přešel do strany Rafi. V roce 1973 přestoupil do Likudu. Mezitím v roce 1969 byl jedním z předáků strany Rešima mamlachtit. V roce 1976 také zakládal frakci Likudu La'am. V roce 1977 založil Platformu pro vyjasňování politiky. V roce 1978 pracoval opět pro Ministerstvo zahraničních věcí Izraele, tentokrát v informačním úseku. V roce 1981 se přidal ke straně Telem, roku 1984 byl jedním z předáků strany Omec.
V izraelském parlamentu zasedl poprvé po volbách v roce 1969, do nichž šel za stranu Rešima mamlachtit. Mandát získal až dodatečně, v květnu 1970, jako náhradník. Byl členem výboru pro vzdělání a kulturu a výboru práce. Mandát obhájil ve volbách v roce 1973, nyní jako kandidát Likudu. Zasedl ve finančním výboru Knesetu. Opětovně byl zvolen za Likud ve volbách v roce 1977. Během volebního období ovšem přešel do strany Rafi a potom do strany Telem, za kterou kandidoval neúspěšně ve volbách v roce 1981. Ve funkčním období 1977–1981 byl členem parlamentního výboru pro zahraniční záležitosti a obranu, výboru pro ekonomické záležitosti, výboru finančního a výboru pro ústavu, právo a spravedlnost.
Znovu se v Knesetu objevil až po volbách v roce 1988, nyní opět za Likud. Zasedl do výboru pro zahraniční záležitosti a obranu a výboru pro ekonomické záležitosti. Na funkci poslance rezignoval během funkčního období, v říjnu 1990.
Po odchodu z parlamentu sloužil v letech 1990–1993 a potom znovu v letech 1998–2000 coby velvyslanec Izraele v USA. Mezitím se angažoval v propagaci Likudu v USA.